# Apiloscatopse styriaca
Apiloscatopse styriaca is een muggensoort uit de familie van de Scatopsidae. De wetenschappelijke naam van de soort is voor het eerst geldig gepubliceerd in 1926 door Enderlein.